# Estação Karlaplan
A Estação Karlaplan é uma das estações do Metropolitano de Estocolmo, situada no condado sueco de Estocolmo, entre a Estação Östermalmstorg e a Estação Gärdet. Faz parte da Linha Vermelha.
Foi inaugurada em 2 de setembro de 1967. Atende as imediações de Karlaplan, na comuna de Estocolmo.

| Oeste ou norte                                     |  |              |  | Leste ou Sul                              |
| -------------------------------------------------- |  | ------------ |  | ----------------------------------------- |
| Östermalmstorg metro station (en) sentido Norsborg |  | Line 13 (en) |  | Gärdet sentido Ropsten metro station (en) |
| editar no Wikidata                                 |  |              |  |                                           |